# Siratus ciboney
Siratus ciboney là một loài ốc biển, là động vật thân mềm chân bụng sống ở biển trong họ Muricidae, họ ốc gai.

## Tham khảo

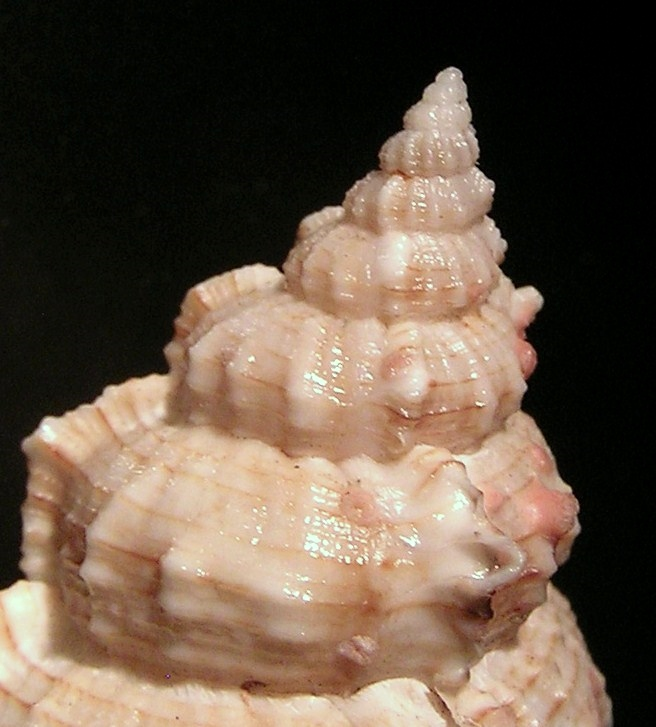
Siratus ciboney
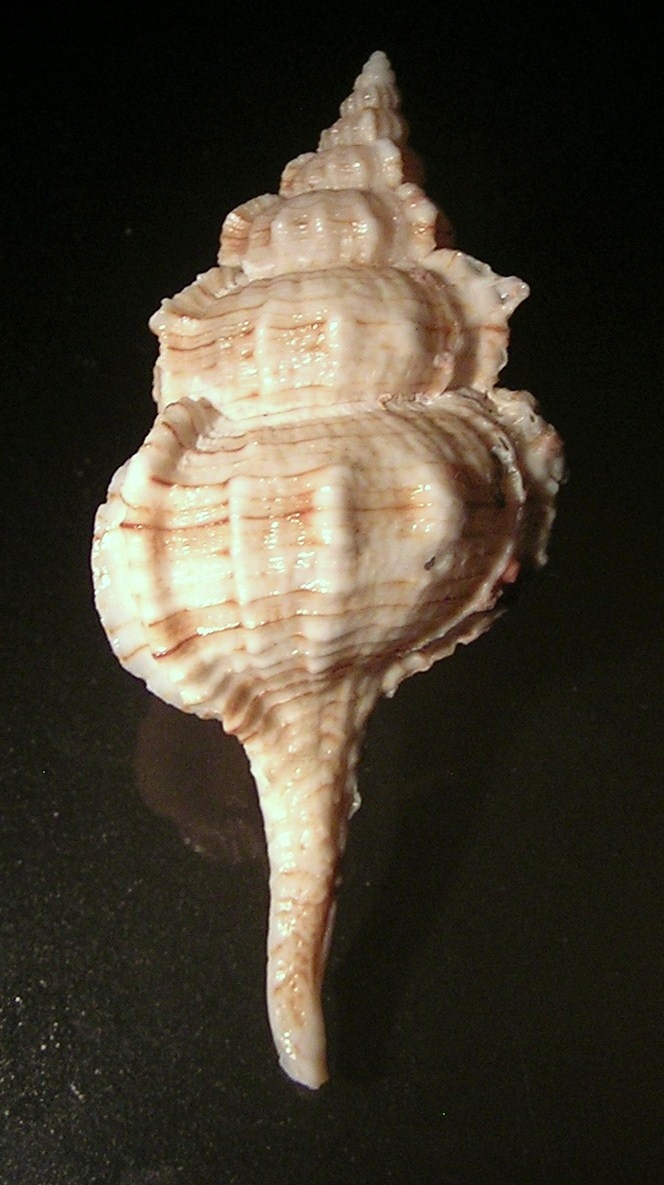
Siratus ciboney